# Veneția de Sus, Brașov
Veneția de Sus este un sat în comuna Părău din județul Brașov, Transilvania, România.

## Imagini

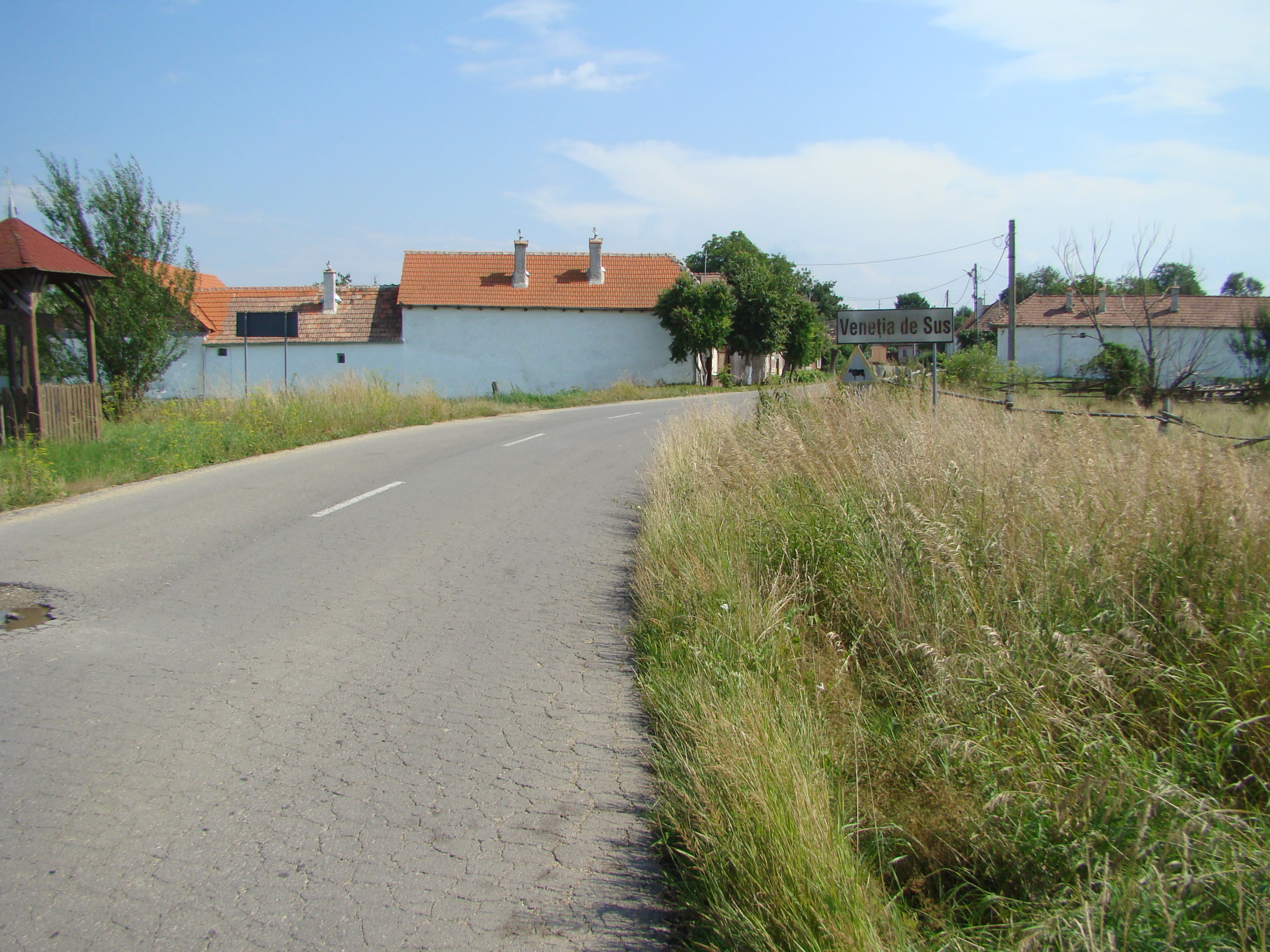
Intrarea în localitate
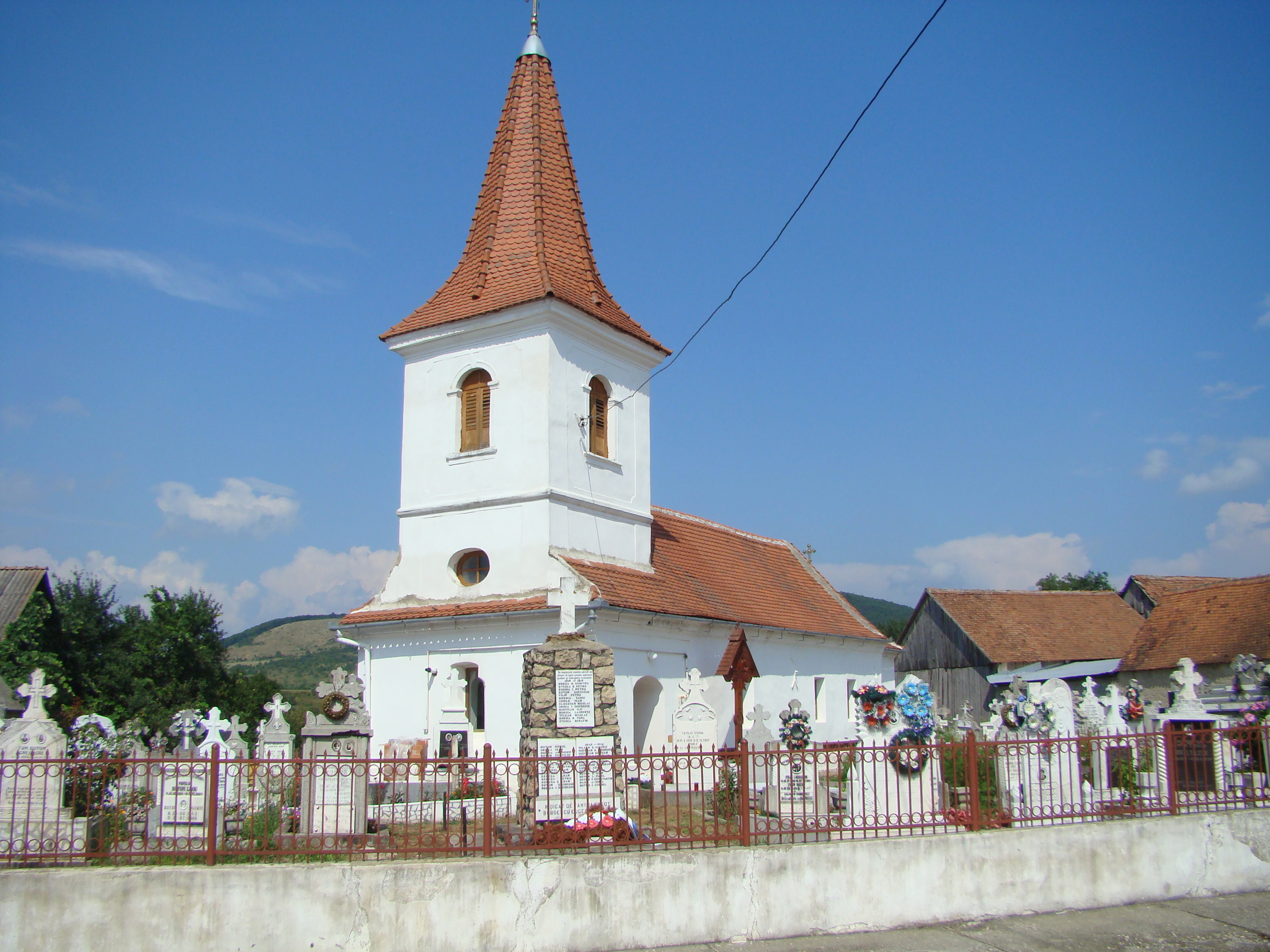
Biserica „Cuvioasa Paraschiva” (monument istoric)
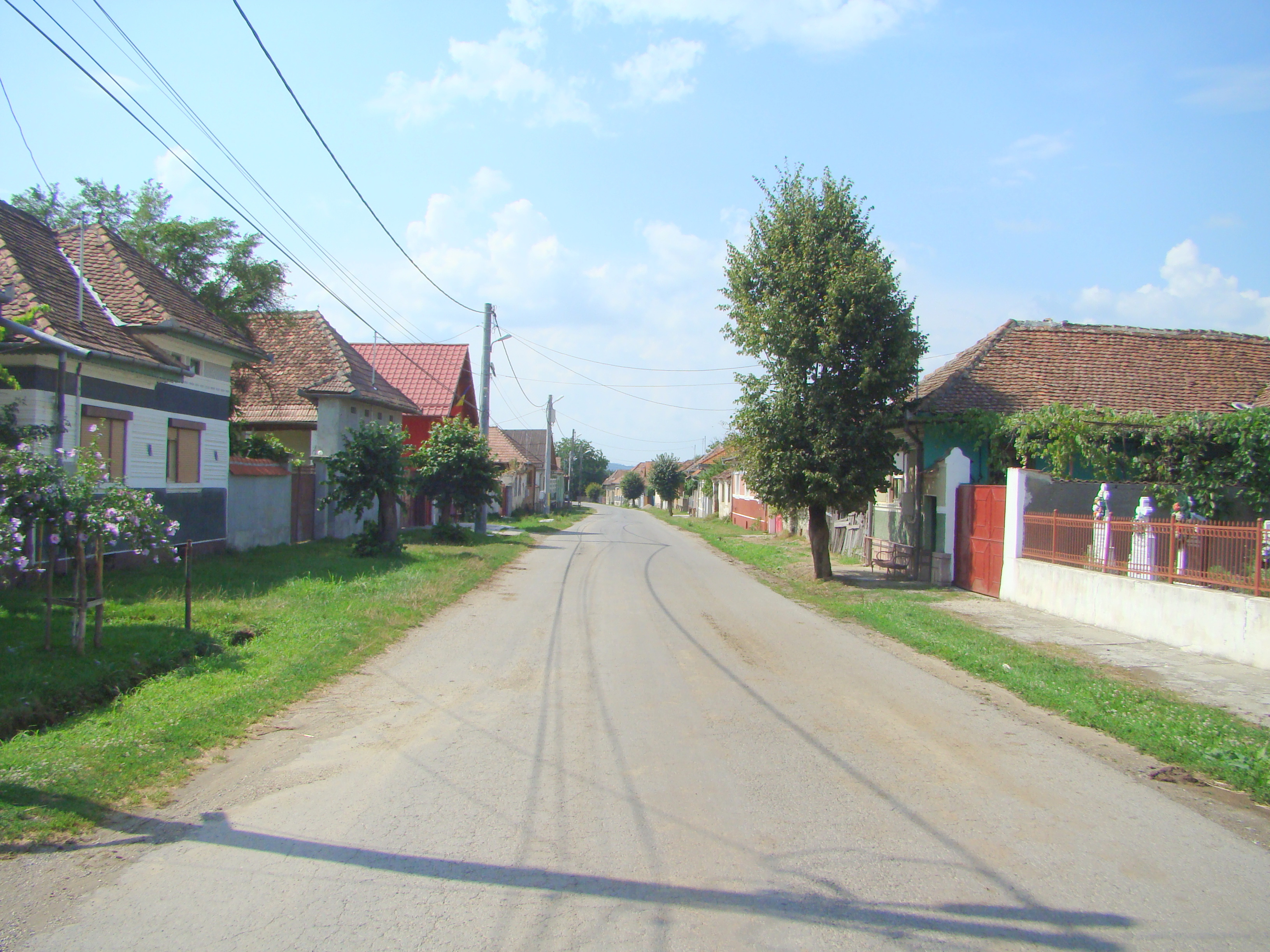
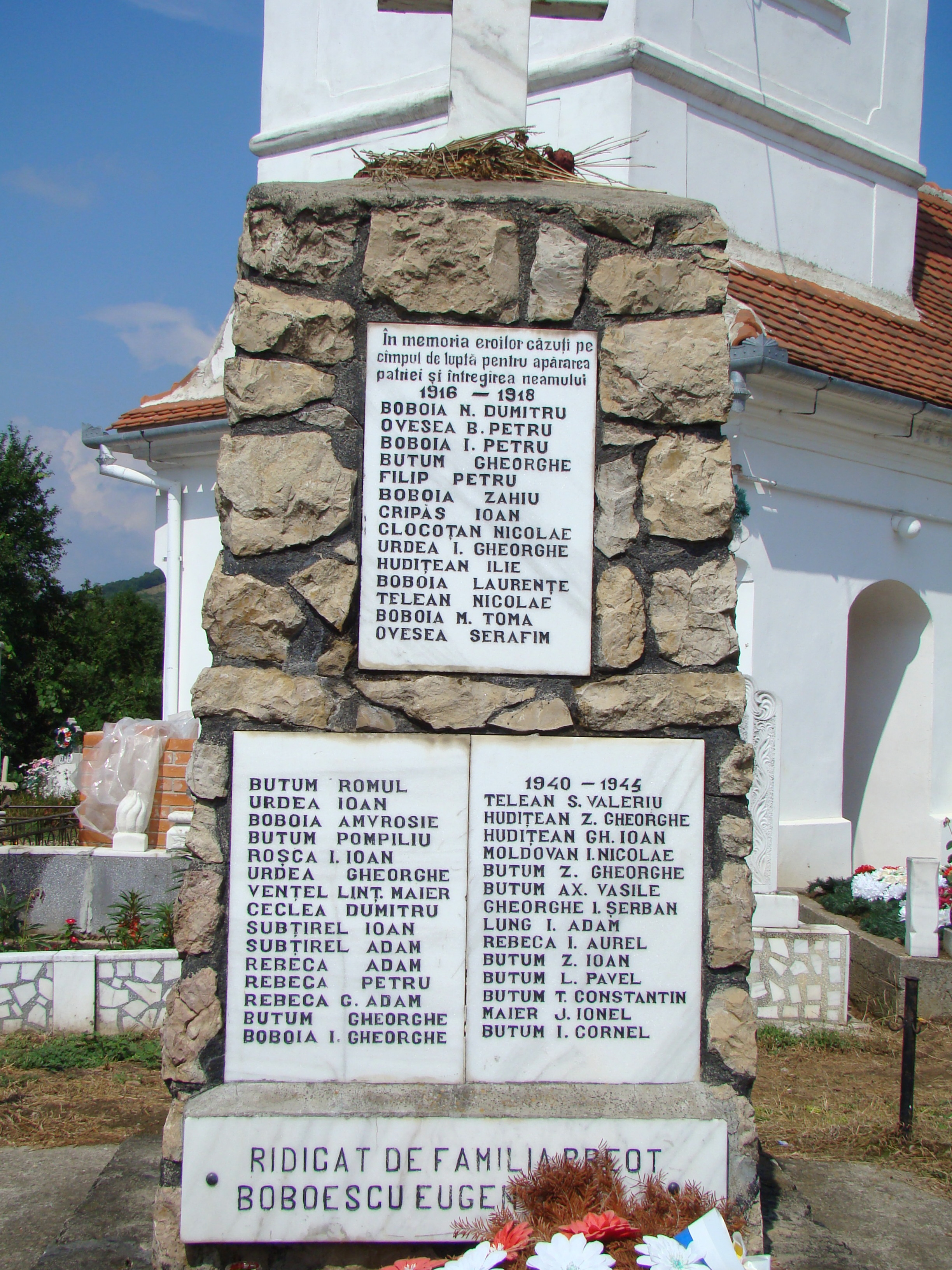
Monumentul eroilor
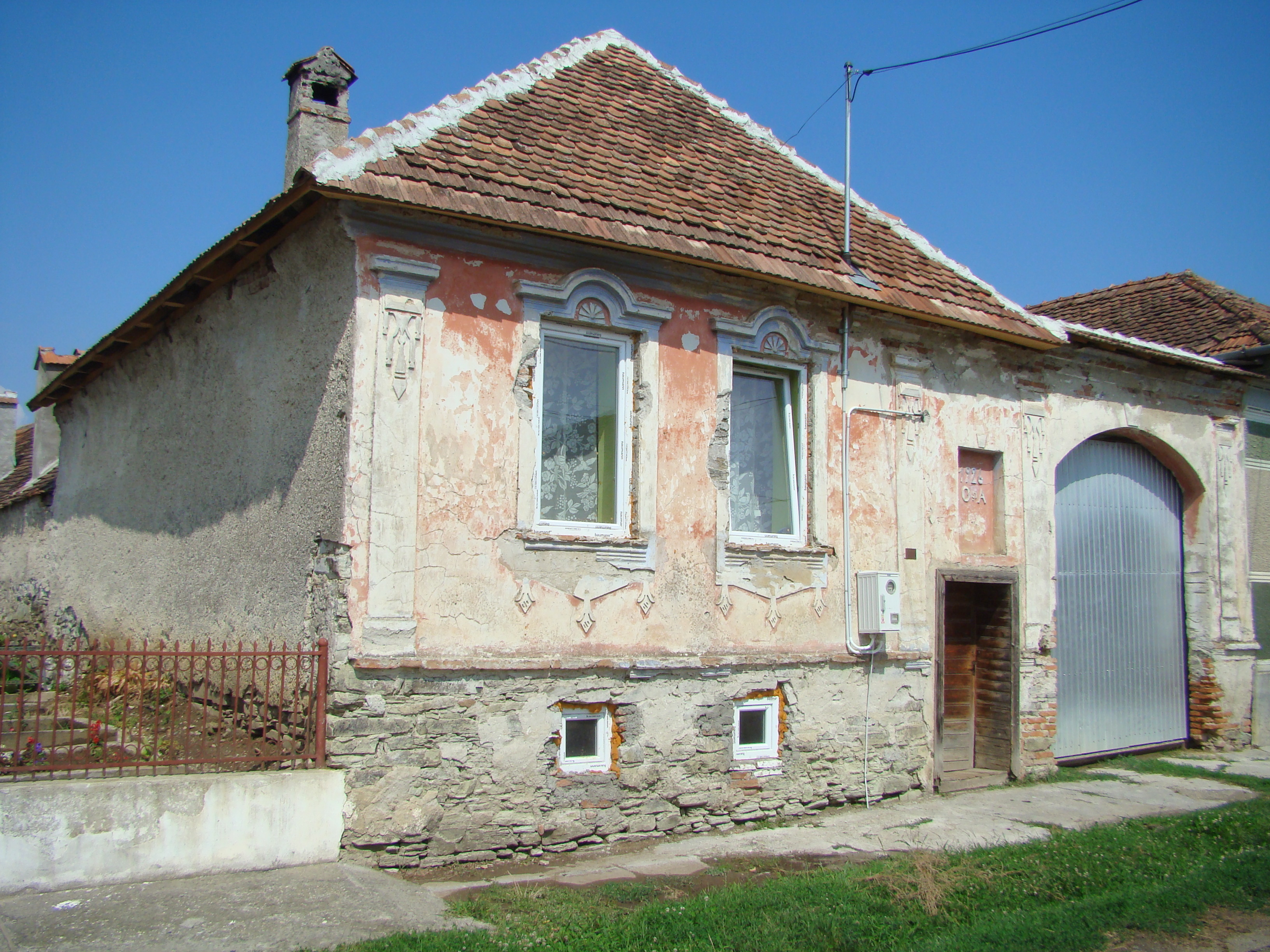
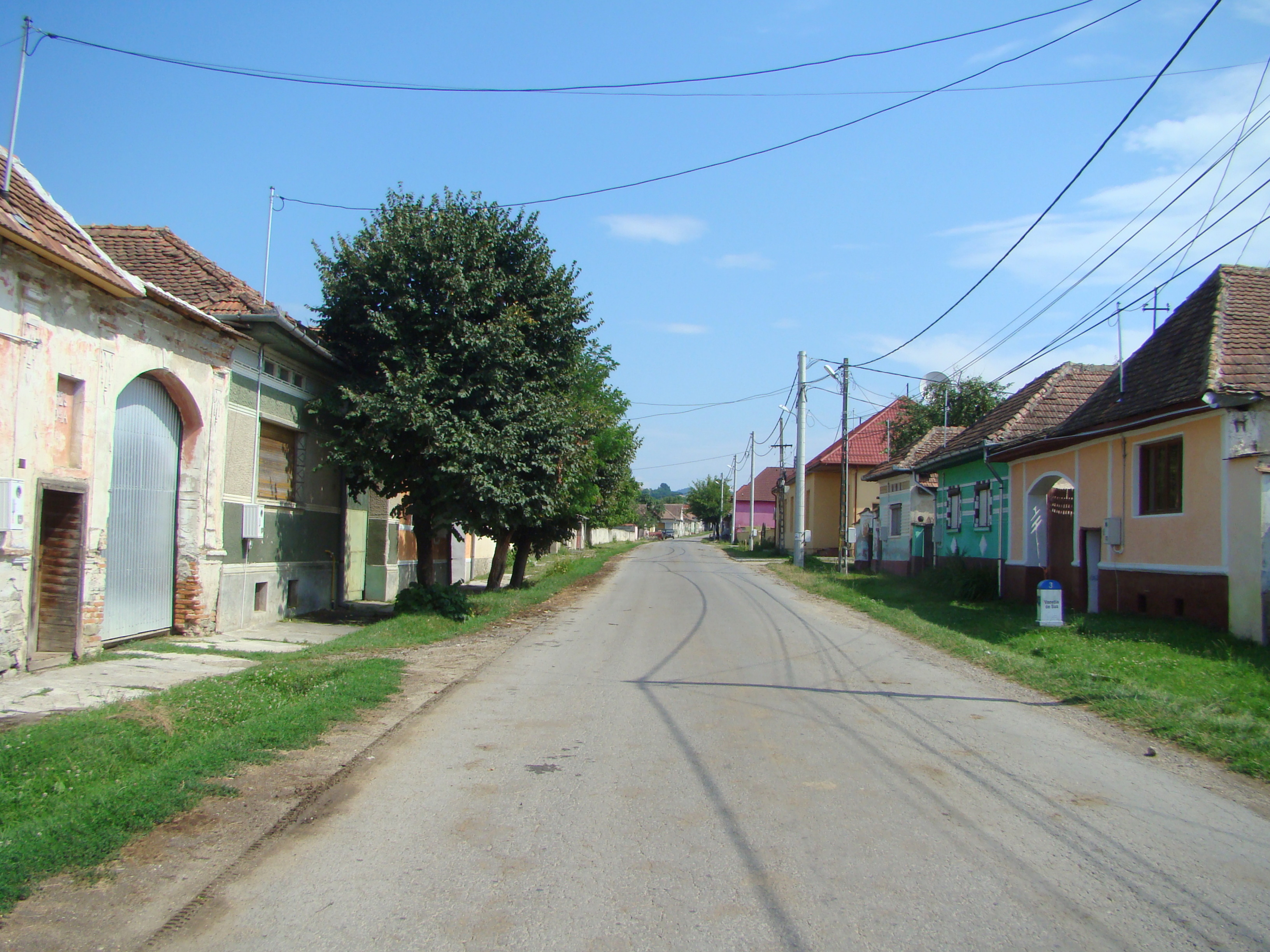